# François Benjamin Levrault
Pour les articles homonymes, voir Levrault.

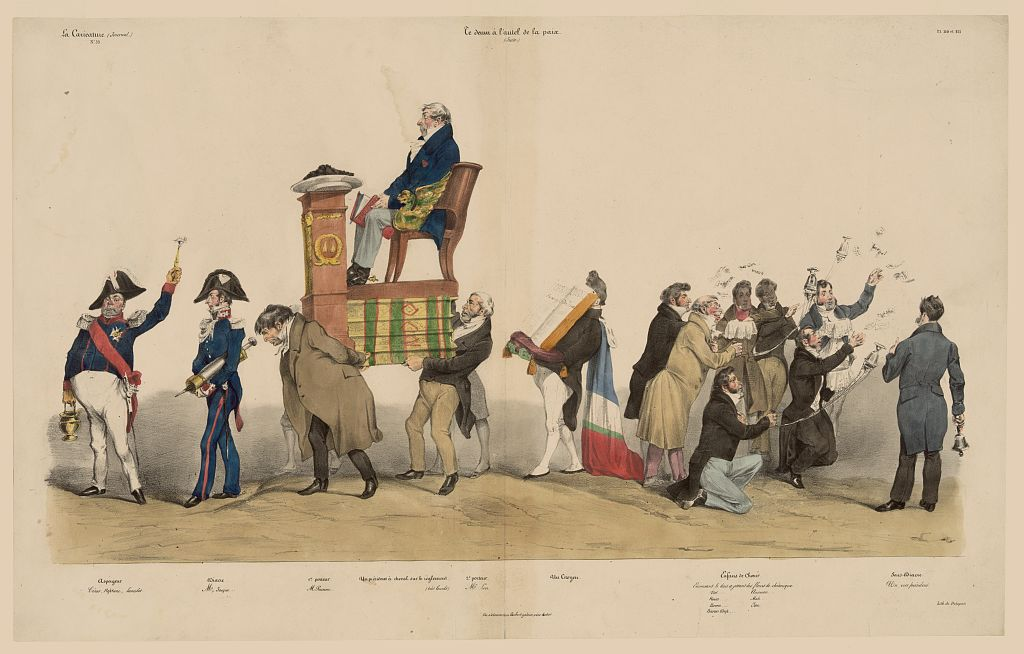
« Te deum à l'autel de la paix »
Dessin de Grandville paru dans La Caricature en novembre 1831.
De gauche à droite : L'aspergeur, le général Georges Mouton ; le diacre, le général Jean-François Jacqueminot ; un président à cheval sur le règlement, Amédée Girod de l'Ain ; 1er porteur, Clément-François-Victor-Gabriel Prunelle ; 2e porteur, Benjamin-François Levrault ; un citoyen, le roi Louis-Philippe Ier, le visage caché par un livre ; les enfants de chœur, Jean Vatout, Auguste Hilarion de Kératry, Alphonse-Marie-Marcellin-Thomas Bérenger, Antoine Gabriel Jars, Alphonse Jacques Mahul, Auguste Victor Hippolyte Ganneron ; le sous-diacre.

François Benjamin Levrault est un homme politique français né le 7 août 1774 à Barbezieux (Charente) et dmort le 3 octobre 1855 à Paris (Seine).

## Biographie
François Benjamin Levrault naît le 7 août 1774 à Barbezieux. Il est le fils de Jean Levrault, menuisier, et de son épouse, Françoise Ruhet. 
Médecin, François Levrault est député de la Charente de 1831 à 1834, siégeant dans la majorité soutenant les ministères de la Monarchie de Juillet.
Il meurt le 3 octobre 1855 à Paris, dans le 12ème arrondissement.

## Sources
- « François Benjamin Levrault », dans Adolphe Robert et Gaston Cougny, Dictionnaire des parlementaires français, Edgar Bourloton, 1889-1891 [détail de l’édition]